# Quemadmodum
Quemadmodum è la nona enciclica pubblicata da papa Pio XII il 6 gennaio 1946.
Scritta dopo la fine della Seconda guerra mondiale, ha come oggetto l'assistenza ai fanciulli indigenti.